# Св. св. Петър и Павел (Свежен)
Вижте пояснителната страница за други значения на Свети апостоли Петър и Павел.
„Св. св. Петър и Павел“ е православен храм в село Свежен, община Брезово, област Пловдив, България.

## История
Храмът е построен в центъра на Аджар (името на селото до 1934 година) през 1864 година. Четири години по-късно в храма е поставена мраморна плоча с двуглав орел, герба на Вселенската патриаршия, за да се отбележат ктиторите, дали средства да се построи църквата. От оригиналните му стенописи са запазени само тези на свода, останалите са заличени след 1944 година.
През авгyст 1877 година, по време на Руско-турската война, в Аджар навлизат башибозук и редовна турска войска. До месец декември същата година селото е плячкосано и опожарено, а много жени са изнасилени. По различни сведения, получени три години след събитията от оцелели жертви на насилията, в селото са изклани между 1200 и 7000 души. Данните, открити от надпис, направен с мастило върху дървена рамка от скеларий поп Петър Попстоянов, служил в черквата, говорят за опожарени около 800 къщи и избити 900 човека. Документът носи датата 24 юни 1880 година. Храмът също е разрушен. 
Според някои изследователи Хаджи Димитър е само тежко ранен на Бузлуджа и изведен от боя от трима свои четници, за три денонощия е отнесен на връх Кадрафил, в Сърнена Средна гора, близо до днешното село Свежен (тогава Аджар). Там въпреки грижите на местни пастири Хаджи Димитър умира от раните си около 29 юли 1868 г. по стар стил (по нов стил – на 10 август). Погребан е на същото място. Дванадесет години по-късно, през ноември 1880 г., костите са препогребани тържествено в двора на църквата „Св. св. Петър и Павел“ в с. Аджар от пловдивския викарен епископ Гервасий Левкийски (по-късно сливенски митрополит). Малко след това майката на Хаджи Димитър прибира тези кости и те са препогребани до църквата в квартал „Клуцохор“ в Сливен.